# Gasmarktliberalisierung
Bei der Gasmarktliberalisierung handelt es sich um die Öffnung des deutschen  Erdgas- und Biogas-Marktes für diverse Mitbewerber um einen freien Wettbewerb für die Endverbraucher zu ermöglichen. Dabei ist es ein immer noch währender Prozess, indem nach wie vor Änderungen und Regeln vorgenommen werden müssen.

## Theoretischer Hintergrund
Bereits vor der Liberalisierung des Gasmarktes in Deutschland konnten die diversen Marktakteure entlang des ganzen Transportweges Gasmengen sowie Preise untereinander aushandeln. Förderung, Überführung und Großhandel stellen beim europäischen Gasbeschaffungsmarkt die zentralen Bestimmungsfaktoren dar. Dabei entstand durch die vorherrschende Marktbeschaffenheit vor der Liberalisierung ein bilaterales Oligopol. Nicht nur auf Seiten der Importeure, sondern auch bei den Exporteuren gab es sehr wenig agierende Akteure.
Vor der Liberalisierung gab es im nationalen Bereich lediglich acht Importeure und zehn Erzeuger. Rund 700 regionale und munizipale bzw. auch überregionale Gasversorger übernahmen die Zustellung an die Endverbraucher. Auf derselben Stufe unternahmen die Versorger Vereinbarungen zu den Demarkationen. Dieses führte entsprechend zu einer abgesprochenen Verteilung des gesamten Gebietes der Gasversorgung untereinander. Auf kommunaler Ebene kam es häufig zu Angebotsmonopolen. Kunden hatten kaum die Chance, ihren Anbieter zu wechseln.

## Schritte zur Gasmarktliberalisierung
Im Zusammenhang mit der Liberalisierung des Gasmarktes wurde ein Abbau der Monopolstellungen forciert. Politisch gewollt sollten Erdgasverbraucher zwei Vorteile haben:
1. Freie Entscheidung über die Wahl des Gaslieferanten
2. Dauerhaft sinkende Kosten

Frühere Monopolisten üben noch bis heute eine relativ einflussreiche Marktposition aus, neue Unternehmen forcierten jedoch die Einführung des Wettbewerbs auf dem Gasmarkt. Dazu gehörten bisherige Stromversorger, aber auch ausländische Gaslieferanten. Darüber hinaus strebten auch Unternehmen der Ölbranche danach sich auf dem Gasmarkt ansiedeln zu können. Die bereits ansässigen Unternehmen weiteten ihren Wirkungsbereich regional und überregional aus.

### Energierechtsnovelle 1998
Als Beginn des Prozesses zur Gasmarktliberalisierung wird die Energierechtsnovelle 1998 angesehen. Dort wurde Verbrauchern erstmals offeriert, dass sie sich zukünftig allein aussuchen können, von wem sie das Gas abnehmen.
Zunächst strömten kaum weitere Wettbewerber auf den Markt, wie man es beim gleichermaßen liberalisierten Strommarkt vorher bereits beobachten konnte. Neue Mitbewerber sahen entsprechende Blockaden zum Eintritt in den Gasmarkt durch langjährige Lieferverträge, Quersubventionen zwischen Konzernen und davon beschränkten Marktsektoren. Hier fehlte ein Organ zur Regulierung und Stärkung eines diskriminierungsfreien Eintritts für neue Unternehmen. Die Bundesnetzagentur übernahm dieses Amt mit Annahme der Kontrolle über die Gasnetze erst ab 2005.
2000 drohte der Bundesrepublik eine Klage vor dem Europäischen Gerichtshof. Die Klage ließ sich allerdings durch den Einsatz der Verbändevereinigung zur Gasmarktliberalisierung entkräften. Trotz damit einhergehender Selbstverpflichtung zur Netzöffnung verlief die Öffnung des Gasmarktes schleppend.
Zur Umsetzung der Vorgaben der europäischen Gas-Richtlinien wurde im Mai 2003 die Gasnovelle mit deutlicher Verspätung beschlossen. In den Richtlinien wurden Versorgungsmonopole als gesetzeswidrig eingestuft. Monopole bei den Versorgungsnetzen wurden hingegen erlaubt. Mehreren Versorgungsnetze, die parallel zueinander das gleiche Gebiet versorgen – das gibt es beispielsweise im Telekommunikationsbereich – sind wirtschaftlich oft nicht rentabel zu betreiben. Zweckmäßiger erschien es, den unterschiedlichen Marktteilnehmern dieselbe Möglichkeit zum Eintritt zum bereits bestehenden Netz zu ermöglichen.

### Marktöffnung auf theoretischer Ebene
Im Februar 2006 bekamen Gaskunden vom Bundeskartellamt signalisiert, dass sie ab 1. April ihren Versorger frei wechseln können. Diese sehr rasche Marktöffnung basierte auf einer Vereinbarung zwischen dem Bundeskartellamt und den vorher kritisierten Gasversorgern. Das Kartellamt strebte ein Missbrauchsverfahren gegen die Gasanbieter aufgrund deutlicher Preisanstiege an. Die Anbieter E-ON, ENTEGA, MITGAS, RWE, SpreeGas und Thüga AG gewährleisteten von nun an den lang signalisierten Wechsel für Privatkunden möglich zu machen. Infolgedessen wurde das Missbrauchsverfahren gegen die Gasanbieter eingestellt.
Trotzdem stieg der Gaspreis für Privatkunden von 1998 bis 2008 um nahezu 100 %.

### Steigende Gaspreise
Jährliche Anstiege wurden von den Gasanbietern durch die Ölpreisbindung und wachsende Erwerbskosten begründet. Die Ölpreisbindung war ein brancheninternes Übereinkommen zwischen Gasproduzenten, Gasversorgern und Importeuren, wobei internationale Gashändler daran festhalten wollten.
Das Erdgas absolviert eine lange Handelskette, bis es schlussendlich den Endverbraucher erreicht. Hierbei enthalten sind die Gasversorger auch dazu geneigt die diversen Preisformeln vorzuenthalten, da diese nicht immer verpflichtend für internationale Rohölpreise aufgestellt werden. Besonders deutlich wurde dies in der Heizperiode 2004/2005, als die Preise für den Endverbraucher überdurchschnittlich im Vergleich zu den Importpreisen stiegen. Dies rief Kritik vonseiten der Politik, Medien und Verbraucherverbänden hervor, da die Erdgasgroßhändler gleichzeitig immense Gewinne erzielten.
Daraufhin bezahlten manche Verbraucher nicht mehr ihre Rechnungen und durchliefen mehrere juristische Instanzen. Am 13. Juni 2007 entschied der Bundesgerichtshof unter dem Aktenzeichen VIII ZR 36/06, dass Verbraucher sich nicht mit den Gaspreiserhöhungen zufriedengeben müssen und sich dagegen wehren können. Tariferhöhungen aufgrund von ansteigenden Bezugskosten seien jedoch prinzipiell zu billigen.

### Anstieg der Zahl der Gasanbieter
Zehn Jahre nach der Energierechtsnovelle konnte dann doch ein deutlicher Anstieg von Gasanbietern verzeichnet werden. Im Vergleich zum ebenfalls liberalisierten Strommarkt ist die Anzahl aber immer noch gering. Aufgrund eines fehlenden Netzzuganges konnte hier also immer noch nicht von einem funktionierenden Wettbewerb gesprochen werden. In Deutschland gibt es zwölf Netzzonen, wobei Gasanbieter entsprechend mit jedem Betreiber einzelne Verträge abstimmen müssen.
2008 konnten nur etwa 60 % der privaten Haushalte einen externen Lieferanten auswählen. Ca. 20 % der privaten Haushalte konnten hingegen zwei externe Versorger aussuchen und nur ca. 5 % der belieferten Gebiete hatten mit rund neun unterschiedlichen Lieferanten einen einigermaßen intakten Wettbewerb. Heute gibt es über 1.000 Gaslieferanten, wobei sich einige beim Vertrieb regional oder lokal beschränken. Hierzu zählen auch Produzenten von Biogas.
Die großen Ferngasunternehmen, die auch überregional agieren, sind dabei aber auch noch zehn Jahre nach Liberalisierungsbeginn weiterhin dominant, teilweise mit diversen Tochterunternehmen. Ihr Anteil macht immer noch ca. die Hälfte aller Gasversorger aus.

## Die Entwicklung des Gasmarktes von 2010 bis heute
Bis dato hat die Vielfalt an Gasanbietern weiter zugenommen. Endverbraucher können mittlerweile praktisch überall zwischen diversen Anbietern wählen. Dazu kommt, dass 2010 die Ölpreiskopplung (zu Kopplung allgemein siehe Kopplung (Organisationstheorie)) wegfiel, was nochmals zu mehr Wettbewerb führte. Zwischen 2010 und 2015 gab es jedoch immer noch Steigerungen des Gaspreises. 2010 bezahlte ein Haushalt etwa 6,48 Cent pro Kilowattstunde (Ct./kWh). 2011 lag der Preis bei 6,64 Ct./kWh, 2012 waren es 6,95 Ct./kWh, 2013 dann 7,09 Ct./kWh und 2014 sogar 7,20 Ct./kWh. 2015 konnte erstmals einen Gegentrend mit 7,11 Ct./kWh ausgemacht werden.
Den rund 20 Millionen Haushalten, die mit Gas heizen und ca. 140 Kilowattstunden pro Quadratmeter und Jahr verbrauchen, stehen 965 Gasanbieter gegenüber. Ab 2016 sank der Erdgaspreis, da die Einkaufspreise entsprechend niedriger waren. Dabei konnten sich die Verbraucher von 215 Lieferanten im ersten Vierteljahr 2016 über eine Senkung des Preises von 4,5 % freuen. Etwa 24 Lieferanten kündigten bereits eine Preiserhöhung von durchschnittlich 4 % an.